# 菅又病院
菅又病院（すがまたびょういん）は栃木県塩谷郡高根沢町にある、医療法人薫会の医療機関。獨協医科大学と提携している。元衆議院議員、菅又薫を顕彰して設立された。
昭和38年に現名誉理事長兼名誉院長、菅又剛三郎が医療法人薫会　菅又病院を開設。
2022年（令和4年）1月に当時県内最大の介護医療院を開設した。　
現在、医療病床46床。介護医療院88床。
同法人施設に烏山台病院（精神科）、介護老人保健施設富士山苑がある。

## 診療項目
- 内科
- 循環器内科
- 呼吸器内科
- 消化器内科
- 胃腸科
- 整形外科
- 脳神経外科
- 精神科
- 肛門科
- 外科
- 麻酔科
- リハビリテーション科
- 歯科
- 放射線科

## 医療機関の指定等
- 保険医療機関
- 労災保険指定医療機関
- 生活保護法指定医療機関

## 交通アクセス
- JR東日本烏山線下野花岡駅下車、徒歩6分
  - 午前中のみ下野花岡駅より送迎バスあり
  - 高根沢町内での無料送迎あり